# Sóc Trăng
Sóc Trăng là một phường thuộc thành phố Cần Thơ, Việt Nam.

## Địa lý
Phường Sóc Trăng có vị trí địa lý:
- Phía đông giáp xã Tân Thạnh
- Phía tây giáp xã An Ninh
- Phía nam giáp phường Phú Lợi
- Phía bắc giáp xã Thuận Hòa và xã Trường Khánh.

Phường Sóc Trăng có diện tích 41,67 km², dân số năm 2024 là 61.253 người, mật độ dân số đạt 1.469 người/km².

## Lịch sử
Ngày 20 tháng 9 năm 1975, Bộ Chính trị ban hành Nghị quyết số 245-NQ/TW về việc hợp nhất tỉnh Cần Thơ (ngoại trừ huyện Thốt Nốt), tỉnh Sóc Trăng, tỉnh Trà Vinh, tỉnh Vĩnh Long thành một tỉnh, tên gọi tỉnh mới cùng với nơi đặt tỉnh lỵ sẽ do địa phương đề nghị lên.
Ngày 20 tháng 12 năm 1975, Bộ Chính trị ban hành Nghị quyết số 19/NQ về việc hợp nhất tỉnh Cần Thơ (bao gồm cả huyện Thốt Nốt của tỉnh Long Xuyên), tỉnh Sóc Trăng thành một tỉnh mới, tên gọi tỉnh mới cùng với nơi đặt tỉnh lỵ sẽ do địa phương đề nghị lên.
Ngày 24 tháng 2 năm 1976, Chính phủ Cách mạng lâm thời Cộng hòa miền Nam Việt Nam ban hành Nghị định số 3/NQ/1976 về việc hợp nhất tỉnh Cần Thơ, tỉnh Sóc Trăng và thành phố Cần Thơ thành một tỉnh mới, lấy tên là tỉnh Hậu Giang.
Ngày 26 tháng 12 năm 1991, Quốc hội ban hành Nghị quyết về việc chia tỉnh Hậu Giang thành tỉnh Cần Thơ và tỉnh Sóc Trăng.
Ngày 30 tháng 10 năm 1995, Chính phủ ban hành Nghị định số 70-CP về việc:
- Thành lập Phường 7 thuộc thị xã Sóc Trăng trên cơ sở 282,49 ha diện tích tự nhiên và 2.545 nhân khẩu của xã An Hiệp; 440,07 ha diện tích tự nhiên và 2.364 nhân khẩu của xã An Ninh thuộc huyện Mỹ Tú.
- Thành lập Phường 8 thuộc thị xã Sóc Trăng trên cơ sở 644,83 ha diện tích tự nhiên và 10.198 nhân khẩu thuộc các khóm 1, 2, 3, 4, 10 của Phường 5.

Sau khi điều chỉnh địa giới hành chính:
- Phường 5 còn lại 2.041,7 ha diện tích tự nhiên và 10.280 nhân khẩu.
- Phường 7 có diện tích tự nhiên là 722,56 ha và 4.909 nhân khẩu.[8]

Ngày 26 tháng 11 năm 2003, Quốc hội ban hành Nghị quyết số 22/2003/QH11 về việc chia tỉnh Cần Thơ thành thành phố Cần Thơ trực thuộc trung ương và tỉnh Hậu Giang.
Ngày 8 tháng 2 năm 2007, Chính phủ ban hành Nghị định số 22/2007/NĐ-CP về việc thành lập thành phố Sóc Trăng thuộc tỉnh Sóc Trăng. Phường 5, Phường 6, Phường 7, Phường 8 trực thuộc thành phố Sóc Trăng.
Tính đến ngày 31/12/2024:
- Phường 5 có 5 khóm: 1, 2, 3, 4, 5.
- Phường 6 có 6 khóm: 1, 2, 3, 4, 5, 6.
- Phường 7 có 6 khóm: 1, 2, 3, 4, 5, 6.
- Phường 8 có 7 khóm: 1, 2, 3, 4, 5, 6, 7.

Ngày 12 tháng 6 năm 2025, Quốc hội ban hành Nghị quyết số 202/2025/QH15 về việc sắp xếp đơn vị hành chính cấp tỉnh (nghị quyết có hiệu lực từ ngày 12 tháng 6 năm 2025). Theo đó, sáp nhập tỉnh Hậu Giang và tỉnh Sóc Trăng vào thành phố Cần Thơ.
Ngày 16 tháng 6 năm 2025, Ủy ban Thường vụ Quốc hội ban hành Nghị quyết số 1668/NQ-UBTVQH15 về việc sắp xếp các đơn vị hành chính cấp xã của thành phố Cần Thơ năm 2025 (nghị quyết có hiệu lực từ ngày 16 tháng 6 năm 2025). Theo đó, thành lập phường Sóc Trăng thuộc thành phố Cần Thơ trên cơ sở toàn bộ 21,47 km² diện tích tự nhiên, quy mô dân số là 18.723 người của Phường 5; toàn bộ 2,16 km² diện tích tự nhiên, quy mô dân số là 14.588 người của Phường 6; toàn bộ 7,93 km² diện tích tự nhiên, quy mô dân số là 11.797 người của Phường 7 và toàn bộ 10,11 km² diện tích tự nhiên, quy mô dân số là 16.145 người của Phường 8 thuộc thành phố Sóc Trăng, tỉnh Sóc Trăng.
Phường Sóc Trăng có 41,67 km² diện tích tự nhiên quy mô dân số là 61.253 người.